# Josef Bergmaier
Josef Bergmaier (ur. 5 marca 1909 w Monachium, zm. 5 marca 1943 w Orle) – niemiecki piłkarz, występujący na pozycji napastnika.

## Kariera sportowa
W 1932 z Bayernem Monachium zdobył mistrzostwo Niemiec. W latach 1930–1933 rozegrał 8 meczów i strzelił 1 gola w reprezentacji Niemiec.
Poległ na froncie wschodnim.